# نگالانگ‌کانگ (بوتان)
نگالانگ‌کانگ (به لاتین: Ngalangkang) یک منطقهٔ مسکونی در بوتان (کشور) است که در Trashigang District واقع شده‌است.